# Яков и Партнёры
«Яков и Партнёры» — международная консалтинговая компания, образованная в 2022 году путём продажи активов «Мак-Кинзи и компания СиАйЭс» (российской дочерней компании McKinsey & Company) её руководителям. Штаб-квартира находится в Москве.

## История
McKinsey & Company в конце февраля 2022 года заявила, что приостановит деятельность в России, однако готова передать российским партнёрам по итогам сделки все отношения с клиентами и необходимые материалы. В мае 2022 года McKinsey & Company продала «Мак-Кинзи и компанию СиАйЭс» её местным руководителям. Сумма сделки не раскрывалась. В августе 2022 года «Мак-Кинзи и компания СиАйЭс» объявила о переименовании в «Яков и Партнёры» (смена названия была одним из условий сделки).
В сентябре 2024 года заключено долгосрочное соглашение о стратегическом сотрудничестве с Фондом «Росконгресс».
В октябре 2024 года компания приняла участие в семинаре финансовых органов стран БРИКС.

## Бизнес-модель
Компания объединила более 15 партнёров, которые ранее работали в компаниях «большой тройки консалтинга» — McKinsey & Company, Boston Consulting Group и Bain & Company.